# 오선형
오선형은 드라마 작가이다.

## 생애

### 집필 작품
- 2009년~2010년 SBS 일일드라마 《망설이지마》
- 2010 KBS 월화드라마 《구미호: 여우누이뎐》(극본)
- 2011 KBS 월화드라마 《동안미녀》(극본)
- 2014 KBS 월화드라마 《트로트의 연인》(극본)

### 수상
- 2009년 KBS 미니시리즈극본공모전 우수상